# كأس بلغاريا 2015–16
كأس بلغاريا 2015–16 (بالبلغارية: Купа на България по футбол 2015/16)‏ هو الموسم 94 من كأس بلغاريا. أقيم خلال الفترة 23 سبتمبر 2015 وحتى 24 مايو 2016، وأشرف على تنظيمه اتحاد بلغاريا لكرة القدم، وكان عدد الأندية المشاركة فيه 32، وفاز فيه سسكا صوفيا.